# Бозе, Шатьендранат
Шатьендранат Бо́зе (англ. Satyendra Nath Bose) или Шотендронат Бо́шу (бенг. সত্যেন্দ্র নাথ বসু, ʃot̪ːend̪ronat̪ʰ boʃu) (1 января 1894, Калькутта — 4 февраля 1974, Калькутта) — индийский физик, специализировавшийся в математической физике. Один из создателей квантовой статистики (статистика Бозе — Эйнштейна), теории конденсата Бозе — Эйнштейна. В его честь назван класс элементарных частиц — бозоны.

## Биография
Окончил Калькуттский университет (1915). В 1924—1925 годах работал в Париже у М. Склодовской-Кюри. В 1926—1945 годах профессор университета в Дакке, в 1945—1956 — в Калькутте.
Один из членов-основателей (1935) Индийской национальной академии наук (до 1970 г. — Национальный институт наук Индии). Член Лондонского королевского общества с 1958 года. Национальный профессор Индии (1958—1974).
Вывел формулу Планка для распределения энергии, излучаемой абсолютно чёрным телом, исходя из предположения, что два состояния системы, отличающиеся перестановкой одинаковых квантов в фазовом пространстве, считаются тождественными.
Семь раз номинировался на Нобелевскую премию.

## Публикации
Сборники трудов
- S.N. Bose: The Man and His Work. Part I: Collected Scientific Papers / ed. C.K. Majumdar et al.. — Calcutta: S.N. Bose National Centre for Basic Science, 1994.
- S.N. Bose: The Man and His Work. Part II:  Life, Lectures and Addresses, Miscellaneous Pieces / ed. C.K. Majumdar et al.. — Calcutta: S.N. Bose National Centre for Basic Science, 1994.
- Satyendra Nath Bose — His Life and Times: Selected Works (With Commentary) / ed. K.C. Wali. — Singapore: World Scientific, 2009.

Основные научные статьи
- Saha M.N., Bose S.N. On the influence of the finite volume of molecules on the equation of state // Philosophical Magazine. — 1918. — Vol. 36. — S. 199–202. — doi:10.1080/14786440808635814.
- Bose S.N. Plancks Gesetz und Lichtquantenhypothese // Zeitschrift für Physik. — 1924. — Bd. 26. — S. 178–181. — doi:10.1007/BF01327326.